# 实函数

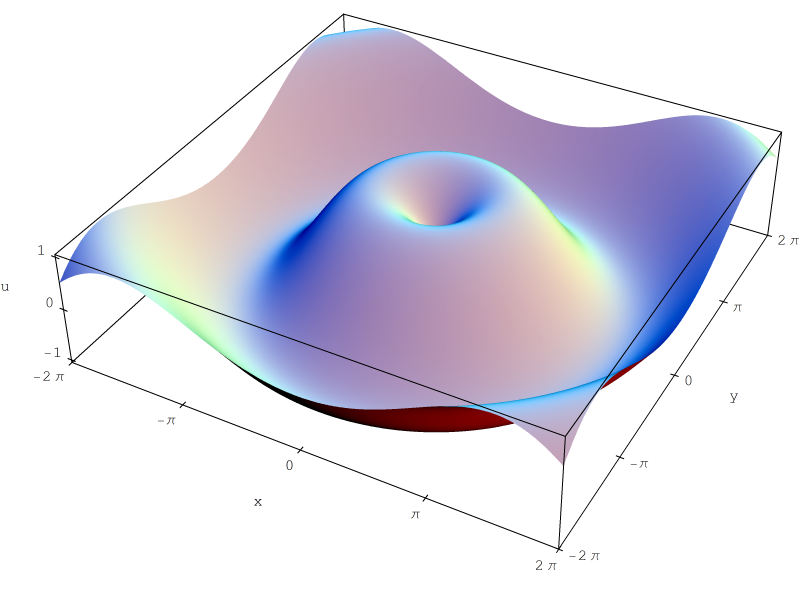
距原点距离的正弦

实函数（Real function），指定义域和值域均为实数集的子集的函数。實函數的特性之一是可以在坐標平面上畫出圖形。

## 定義
一個實函數 {\displaystyle f} 是一個把實數（一般以 {\displaystyle x} 表示）映射到另一實數（函數的值，一般以 {\displaystyle f(x)} 表示）的函數。換句話說，實函數是一個函數 {\displaystyle f:X\to \mathbb {R} }，當中 {\displaystyle X} 是 {\displaystyle \mathbb {R} } 一個包含至少一個開集的子集（可以等於 {\displaystyle \mathbb {R} }）。
定義於所有非負實數的平方根函數便是一個例子：{\displaystyle f:X\to \mathbb {R} }，當中 {\displaystyle X=\{x\in \mathbb {R} :x\geq 0\}} 是所有非負實數的集合及對所有 {\displaystyle x\in X}，{\displaystyle f(x)={\sqrt {x}}}。

### 定義域
一個實函數的定義域未必總是明確寫出。對任一定義域為 {\displaystyle X} 的實函數 {\displaystyle f} 和任一 {\displaystyle X} 的子集 {\displaystyle Y}，可定義 {\displaystyle f} 對 {\displaystyle Y} 的限制函數 {\displaystyle f_{Y}}。其定義域為 {\displaystyle Y} 而對所有 {\displaystyle Y} 的元素，函數的取值維持不變。若 {\displaystyle Y} 是 {\displaystyle X} 的真子集，這兩個函數理論上並不相同，但往往可將兩者視為等同。
相反，有時函數的定義域可透過解析延拓或利用函數的連續性擴大。由此可見，明確指出實函數的未必有明顯價值。

### 像與值域
函數 {\displaystyle f} 的值域是指當 {\displaystyle x} 可取定義域內任何值時，{\displaystyle f(x)} 所有可能取值的集合。若 {\displaystyle f} 是連續實函數而其定義域是一個區間，那麼它的值域也會是一個區間（除非 {\displaystyle f} 是常數函數，此時其值域將是一點）。
對任何實數 {\displaystyle y}，方程式 {\displaystyle y=f(x)} 所有實數解的集合稱為 {\displaystyle y} 的原像。

### 代數結構
實函數之間的運算可如下定義：
- 對任意實數 {\displaystyle r} 及實函數 {\displaystyle f}，可定義兩者的積 {\displaystyle rf:x\mapsto rf(x)}。若 {\displaystyle r} 不等於 0，則此函數的定義域與 {\displaystyle f} 相同。
- 對任何兩個實函數 {\displaystyle f} 和 {\displaystyle g}，可定義兩者的和 {\displaystyle f+g:x\mapsto f(x)+g(x)} 及積 {\displaystyle fg:x\mapsto f(x)g(x)}。兩者的定義域均為 {\displaystyle f} 和 {\displaystyle g} 的定義域的交集。

由此，所有定義於全部實數和所有定義於某一特定區間的實函數分別組成 {\displaystyle \mathbb {R} } 上的結合代數（也因此組成一個向量空間），其中加法和乘法單位元分別為常數函數 {\displaystyle 0_{f}:x\mapsto 0} 及 {\displaystyle 1_{f}:x\mapsto 1}。
雖然對任意實函數 f 可定義 {\displaystyle 1/f:x\mapsto 1/f(x)}，但由於此函數的定義域不包含所有使得 {\displaystyle f(x)=0} 的 {\displaystyle x} 值，它不一定等於 {\displaystyle f} 的定義域，所以上述代數結構不構成一個體。